# Smilax tsinchengshanensis
Smilax tsinchengshanensis är en enhjärtbladig växtart som beskrevs av Fa Tsuan Wang. Smilax tsinchengshanensis ingår i släktet Smilax och familjen Smilacaceae. Inga underarter finns listade.